# دنانير البرمكية
دنانير البرمكية (أواخر القرن الثامن - أوائل القرن التاسع) كانت جارية قينة تُجيد الغِناء والموسيقى والشعر، وهي معروفة أيضًا بأنها مؤلفة كتاب الأغاني الشهير.

## سيرة شخصية
ولدت في المدينة المنورة وبيعت ليحيى بن خالد البرمكي، وكجارية في المجتمع آنذاك، تم تدريبها لتصبح قينة، كانت تتلمذ على يد العازف بَدْل، الذي اشتهر بكثرة الأغاني التي احتفظت بها في ذاكرتها. وكان من معلميها إشاف الموصلي وابن جامع وفليح.
يُشار إلى دنانير كواحدة من أشهر القيانات العازفات، توصف بأنها شاعرة وموسيقية ومغنية بارعة، فقد حظيت بشعبية لدى الخليفة العباسي هارون الرشيد (حكم من 786 إلى 809)، الذي زار منزل وزيره في بغداد للاستماع إلى أدائها، وقدم لها هدايا باهظة، بما في ذلك قلادة بقيمة 30 ألف قطعة ذهبية.